# Ivan Ivanov (cyclisme)
Pour les articles homonymes, voir Ivan Ivanov et Ivanov.
Ivan Ivanov est un  coureur cycliste russe, né le 9 mai 1960 à Urmary, en République autonome tchouvache, entité de la République soviétique de Russie. En tant que coureur cycliste soviétique, il fait partie de 1984 à 1988 de l'équipe de l'URSS, avec laquelle il dispute de nombreuses courses en Europe. En particulier au Tour de l'Avenir 1984, il porte durant une journée le maillot jaune, et termine cette épreuve au pied du podium. Les deux années  suivantes, il est sélectionné pour prendre part au Tour d'Espagne, qui devient « open ». Il termine 20e, dans ce Tour. C'est au cours de la Vuelta, dont il prend le départ de sept éditions, qu'il réalise ses meilleures performances en tant que professionnel.
Il devient professionnel en 1989 et le reste jusqu'en 1993.

## Palmarès

### Coureur amateur
- 1982
  - Tour de l'URSS
- 1984
  - 4e du Tour de l'Avenir[1]
- 1986
  -  Champion d'URSS de la montagne[2]
  - 1re et 5e étapes du Tour de Sotchi
  - 2eb étape du Tour de la Communauté européenne (contre-la-montre par équipes)
- 1987
  -  Champion d'URSS de la montagne[3]
  - 3e étape du Tour de Sotchi
  - 5e étape du Tour du Vaucluse
  - Tour de Slovaquie :
    - Classement général
    - 4e et 6e étapes

  - 2e du Tour de Sotchi
  - 2e du Tour de Crimée
  - 3e du Tour de Cuba
- 1988
  - 5e étape de la Milk Race

### Coureur professionnel
| - 1989 - Champion d'Union soviétique sur route - Semaine bergamasque : - Classement général - 4ea et 6e étapes - 18e étape du Tour d'Espagne - Cronostaffetta : - Classement général (avec l'équipe Alfa Lum-STM) - 1reb étape (contre-la-montre par équipes) - 2e du Tour d'Ombrie - 6e du Tour d'Espagne | - 1990 - 3e du Tour de Bulgarie - 8e du Tour d'Espagne - 1991 - 12e étape du Tour d'Espagne - 1992 - 4e étape du Tour des Asturies |  |

### Palmarès dans les grands tours

#### Tour de France
1 participation
- 1990 : abandon (non-partant 15e étape)

#### Tour d'Espagne
7 participations au Tour d'Espagne, dont les 2 premières en tant que coureur amateur, au sein de l'équipe des "amateurs" soviétiques
- 1985 : 20e
- 1986 : 27e
- 1989 : 6e, vainqueur du classement des néo-professionnels et de la 18e étape
- 1990 : 8e
- 1991 : 19e, vainqueur de la 12e étape
- 1992 : 33e
- 1993 : abandon (17e étape)

#### Tour d'Italie
1 participation
- 1989 : abandon (non-partant 19e étape), (après s'être classé 2e de la 18e étape)

### Places d'honneur
- 1983
  - 5e du Grand Prix Guillaume Tell
- 1986
  - 15e du Tour de l'Avenir
- 1987
  - 7e de la Milk Race
- 1988
  - 5e de la Milk Race
- 1992
  - 6e du Tour des Asturies